# Bernard Chevallier (équitation)
Pour les articles homonymes, voir Bernard Chevallier et Chevallier.
Bernard Chevallier, né le 4 octobre 1912 à Chartres et mort le 6 avril 1997 à Orsennes, est un cavalier français, membre de l'équipe de France de concours complet.
Il est médaillé d'or en individuel aux Jeux olympiques d'été de 1948 se tenant à Londres.

## Biographie
Militaire né à Chartres, Bernard Chevallier est le premier sportif eurélien et longtemps le seul à décrocher une médaille olympique. Lors de l'épreuve de concours complet des Jeux olympiques d'été de 1948, le capitaine Chevallier voit son cheval habituel Mars 8 se blesser. Il doit donc monter Aiglonne avec qui il termine 7e du dressage. Le couple remporte ensuite le cross-country avant de réussir un sans-faute au saut d'obstacles.
Il termine sa carrière au grade de général.

### Autres titres
- Prix du Rhône et de l'Arve, lors du concours hippique international de Genève, en mars 1938 sur Gros-Jean[2].
- Prix des Vainqueurs, lors du concours hippique international de Pologne (Varsovie), en juin 1938 sur Gros-Jean (en présence des équipes de Pologne, d'Allemagne, de Belgique, de Roumanie et de Turquie)[3].
  - 2e du Prix des Armées Étrangères, le 3 juin 1938, toujours à Varsovie sur Gros-Jean[4].

## Ouvrage de référence
- Gérald Massé et Romain Léger, Les exploits des sportifs d'Eure-et-Loir : 1965-2015, Dreux, Antipodes, octobre 2015, 336 p. (ISBN 978-2-9553628-0-8)

1. 1 2 3 4  Les précurseurs : Bernard Chevallier (1912-1997), p. 16